# عادل نعمه
عادل نعمه (عربی: عادل نعمة؛ زادهٔ ۲۶ فوریهٔ ۱۹۷۰) بازیکن سابق و مربی فوتبال اهل عراق است.
از باشگاه‌هایی که در آن بازی کرده‌است می‌توان به باشگاه ورزشی الطلبه اشاره کرد.
وی همچنین در تیم‌های ملی فوتبال زیر ۲۳ سال عراق و عراق بازی کرده‌است.